# Finale Coppa Italia 1991
De finale van de Coppa Italia van het seizoen 1990–91 werd gehouden op 30 mei en 9 juni 1991. AS Roma nam het op tegen Sampdoria. De heenwedstrijd in het Stadio Olimpico in Rome eindigde in een 3–1-zege voor Roma. De terugwedstrijd in het Stadio Luigi Ferraris in Genua eindigde met 1–1 in gelijkspel. Roma mocht de beker dus mee naar huis nemen.

## Finale

### Heenwedstrijd
|             |                                                         |       |             |                                                                   |
| 30 mei 1991 | AS Roma                                                 | 3 – 1 | Sampdoria   | Stadio Olimpico, Rome Scheidsrechter: Pierluigi Pairetto (Italië) |
| 30 mei 1991 | L. Pellegrini 12' (e.d.) Berthold 35' Völler 40' (pen.) |       | 29' Katanec | Stadio Olimpico, Rome Scheidsrechter: Pierluigi Pairetto (Italië) |

| Roma | Sampdoria |

| AS Roma:        |    |                     |     |
|                 |    |                     |     |
| GK              | 1  | Giovanni Cervone    |     |
| RB              | 2  | Stefano Pellegrini  |     |
| CB              | 5  | Aldair              |     |
| CB              | 6  | Sebastiano Nela     |     |
| LB              | 3  | Amedeo Carboni      |     |
| DM              | 4  | Thomas Berthold     |     |
| DM              | 8  | Fabrizio Di Mauro   |     |
| RW              | 7  | Stefano Desideri    |     |
| AM              | 10 | Giuseppe Giannini   | 83' |
| lW              | 11 | Ruggiero Rizzitelli | 76' |
| CF              | 9  | Rudi Völler         |     |
| Wisselspelers:  |    |                     |     |
| FW              |    | Roberto Muzzi       | 76' |
| MF              |    | Manuel Gerolin      | 83' |
| Coach:          |    |                     |     |
| Ottavio Bianchi |    |                     |     |

| Sampdoria:     |    |                     |     |
|                |    |                     |     |
| GK             | 1  | Gianluca Pagliuca   |     |
| RB             | 2  | Moreno Mannini      |     |
| CB             | 6  | Luca Pellegrini     |     |
| CB             | 5  | Pietro Vierchowod   |     |
| LB             | 3  | Srečko Katanec      | 76' |
| RM             | 7  | Attilio Lombardo    |     |
| CM             | 4  | Fausto Pari         |     |
| CM             | 8  | Toninho Cerezo      |     |
| LM             | 11 | Giuseppe Dossena    | 88' |
| CF             | 10 | Roberto Mancini     |     |
| CF             | 9  | Gianluca Vialli     |     |
| Wisselspelers: |    |                     |     |
| MF             |    | Ivano Bonetti       | 84' |
| MF             |    | Giovanni Invernizzi | 84' |
| Coach:         |    |                     |     |
| Vujadin Boškov |    |                     |     |

### Terugwedstrijd
|             |                   |       |                   |                                                                          |
| 9 juni 1991 | Sampdoria         | 1 – 1 | AS Roma           | Stadio Luigi Ferraris, Genua Scheidsrechter: Arcangelo Pezzella (Italië) |
| 9 juni 1991 | Aldair 34' (e.d.) |       | 11' (pen.) Völler | Stadio Luigi Ferraris, Genua Scheidsrechter: Arcangelo Pezzella (Italië) |

| Sampdoria | Roma |

| Sampdoria:     |    |                         |     |
|                |    |                         |     |
| GK             | 1  | Gianluca Pagliuca       |     |
| RB             | 2  | Moreno Mannini          |     |
| CB             | 6  | Marco Lanna             | 62' |
| CB             | 5  | Pietro Vierchowod       |     |
| LB             | 3  | Srečko Katanec          |     |
| RM             | 7  | Attilio Lombardo        |     |
| CM             | 4  | Fausto Pari             |     |
| CM             | 8  | Toninho Cerezo          |     |
| LM             | 11 | Giovanni Invernizzi     | 56' |
| CF             | 10 | Roberto Mancini         |     |
| CF             | 9  | Gianluca Vialli         |     |
| Wisselspelers: |    |                         |     |
| GK             | 12 | Giulio Nuciari          |     |
| DF             | 13 | Luca Pellegrini         |     |
| MF             | 14 | Ivano Bonetti           |     |
| MF             | 15 | Aleksej Michailitsjenko | 56' |
| FW             | 16 | Marco Branca            | 62' |
| Coach:         |    |                         |     |
| Vujadin Boškov |    |                         |     |

| AS Roma:        |    |                     |     |
|                 |    |                     |     |
| GK              | 1  | Giovanni Cervone    |     |
| RB              | 2  | Stefano Pellegrini  |     |
| CB              | 5  | Aldair              |     |
| CB              | 6  | Sebastiano Nela     |     |
| LB              | 3  | Amedeo Carboni      |     |
| DM              | 4  | Manuel Gerolin      |     |
| DM              | 8  | Fabrizio Di Mauro   |     |
| RW              | 7  | Stefano Desideri    |     |
| AM              | 10 | Giuseppe Giannini   | 67' |
| LW              | 11 | Ruggiero Rizzitelli |     |
| CF              | 9  | Rudi Völler         | 84' |
| Wisselspelers:  |    |                     |     |
| GK              | 12 | Giuseppe Zinetti    |     |
| DF              | 13 | Antonio Tempestilli | 67' |
| MF              | 14 | Giovanni Piacentini |     |
| MF              | 15 | Fausto Salsano      | 83' |
| FW              | 16 | Roberto Muzzi       |     |
| Coach:          |    |                     |     |
| Ottavio Bianchi |    |                     |     |

1922 ·
1923–1935 ·
1936 ·
1937 ·
1938 ·
1939 ·
1939 ·
1939 ·
1939 ·
1939 ·
1944–1957 ·
1958 ·
1959 ·
1960 ·
1961 ·
1962 ·
1963 ·
1964 ·
1965 ·
1966 ·
1967 ·
1968 ·
1969 ·
1970 ·
1971 ·
1972 ·
1973 ·
1974 ·
1975 ·
1976 ·
1977 ·
1978 ·
1979 ·
1980 ·
1981 ·
1982 ·
1983 ·
1984 ·
1985 ·
1986 ·
1987 ·
1988 ·
1989 ·
1990 ·
1991 ·
1992 ·
1993 ·
1994 ·
1995 ·
1996 ·
1997 ·
1998 ·
1999 ·
2000 ·
2001 ·
2002 ·
2003 ·
2004 ·
2005 ·
2006 ·
2007 ·
2008 ·
2009 ·
2010 ·
2011 ·
2012 ·
2013 ·
2014 ·
2015 ·
2016 ·
2017 ·
2018 ·
2019 ·
2020 .
2021 .
2022 .
2023 .
2024 .